# Ectropis distinctaria
Ectropis distinctaria is een vlinder uit de familie spanners (Geometridae). De wetenschappelijke naam van deze soort is voor het eerst geldig gepubliceerd in 1915 door de Joannis.
De soort komt voor in tropisch Afrika.